# Бредету (Вранча)
Бредету (рум. Brădetu) — село у повіті Вранча в Румунії. Входить до складу комуни Ністорешть.
Село розташоване на відстані 157 км на північ від Бухареста, 45 км на захід від Фокшан, 117 км на захід від Галаца, 80 км на схід від Брашова.

## Населення
За даними перепису населення 2002 року у селі проживали 212 осіб, з них 210 осіб (99,1%) румунів. Рідною мовою 210 осіб (99,1%) назвали румунську.